# Lipinského pravidlo
Lipinského pravidlo pěti, také známé jako Pfizerovo pravidlo pěti nebo jednoduše pravidlo pěti je měřítkem pro vyhodnocení lékové podobnosti nebo určení, zda chemická sloučenina s určitou farmakologickou nebo biologickou aktivitou má chemické a fyzikální vlastnosti, které by ji mohly předpovídat jako orálně užívané léčivo u lidí. Z tohoto důvodu se jedná o důležitý parametr při návrhu nových léčiv.
Pravidlo formuloval roku 1997 Christopher A. Lipinski na základě pozorování - většina orálně podávaných léčiv jsou relativně malé a středně lipofilní molekuly.
Pravidlo popisuje molekulární vlastnosti důležité pro farmakokinetiku léčiva v lidském těle, především jejích Adsorpci, Distribuci, Metabolizaci a Exkreci (ADME). Pravidlo však nepředpovídá, zda sloučenina je nebo není farmakologicky aktivní.
Lipinského pravidlo se skládá z pěti postulátů:
1. Struktura by měla obsahovat maximálně 5 donorů vodíkových vazeb.
2. Struktura by měla obsahovat maximálně 10 akceptorů vodíkových vazeb.
3. Struktura by neměla mít větší molární hmotnost než 500 g/mol.
4. Struktura by měla mít log P menší než 5. (Log P je rozdělovací koeficient v oktanolu/vodě. Jedná se o vyvarování se extrémní hydrofilitě či lipofilitě.)
5. Struktura by neměla mít více než 10 rotovatelných vazeb.

## Nejčastější parametry léčiv
Léčiva nejčastěji vyhovují těmto parametrům:
1. Jejich molekulární hmotnost je nižší než 460 g/mol.
2. Log P leží v intervalu od 4 do 4,2.
3. Log D leží v intervalu od 0 do 3 (Log D je rozdělovací koeficient v systému oktanol/voda, který bere v potaz i ionizovatelnost nabitých skupin).
4. Log SW je menší než -5 (rozpustnost ve vodě).
5. Počet rotovatelných vazeb by měl být menší než 10.
6. Počet donorů vodíkových vazeb by měl být menší než 5.
7. Počet akceptorů vodíkových vazeb by měl být menší než 9.
8. Struktura by měla obsahovat 1 - 4 kruhy (pouze 4 % užívaných léčiv neobsahují žádný cyklus).